# Templát
Templát či též matrice je v molekulární biologii označení pro jednořetězcovou DNA (někdy i jednořetězcovou RNA), který je využíván jako zdroj informací při tvorbě kopií těchto nukleových kyselin. Typicky je při replikaci a transkripci templátem vždy jedno z vláken původní dvoušroubovice. Někdy se pojem templát používá i pro mRNA, která je v procesu translace využívána jako zdroj informace pro tvorbu jiného biopolymeru, totiž polypeptidu (bílkoviny).